# Basker (folk)
Basker (baskiska: euskaldunak; spanska: vascos; franska: basques) är ett ursprungsfolk i mellan västra Pyrenéerna och Biscayabukten. De flesta bor i de spanska provinserna Araba, Gipuzkoa och Biscaya samt de franska provinserna Lapurdi, Nedre Navarra och Zuberoa.
Basker värnar om sitt nationella oberoende och har en egen kultur – arkitektur, musik, litteratur, folkdräkter – samt ett eget språk (baskiska).

## Historia
Baskerna var sannolikt den första folkgruppen efter ibererna, som invandrade till den Iberiska halvön. Baskerna i Spanien och Frankrike härstammar, liksom andra européer, från bönder i Mellanöstern som invandrade i Europa under stenåldern. Det visar en ny studie, som därmed motsäger tidigare teorier om baskernas ursprung. De talar ett språk som inte tillhör den indoeuropeiska språkgruppen.Det baskiska språket kanske inte ska ses som en rest från istiden, utan snarare en modern variant av det språk som de första bönderna talade. Det menar Michael Dunn, professor i evolutionär lingvistik vid Uppsala universitet.
Eftersom baskerna bebodde landet mellan Pyrenéerna och Biskayabukten fick de säkert kontakt med folkslag som följde i deras spår, såsom ligurer, kelter, lusitaner och sveber. Men de har kunnat bevara sin säregna kultur och sitt språk.

### Gernika-eken

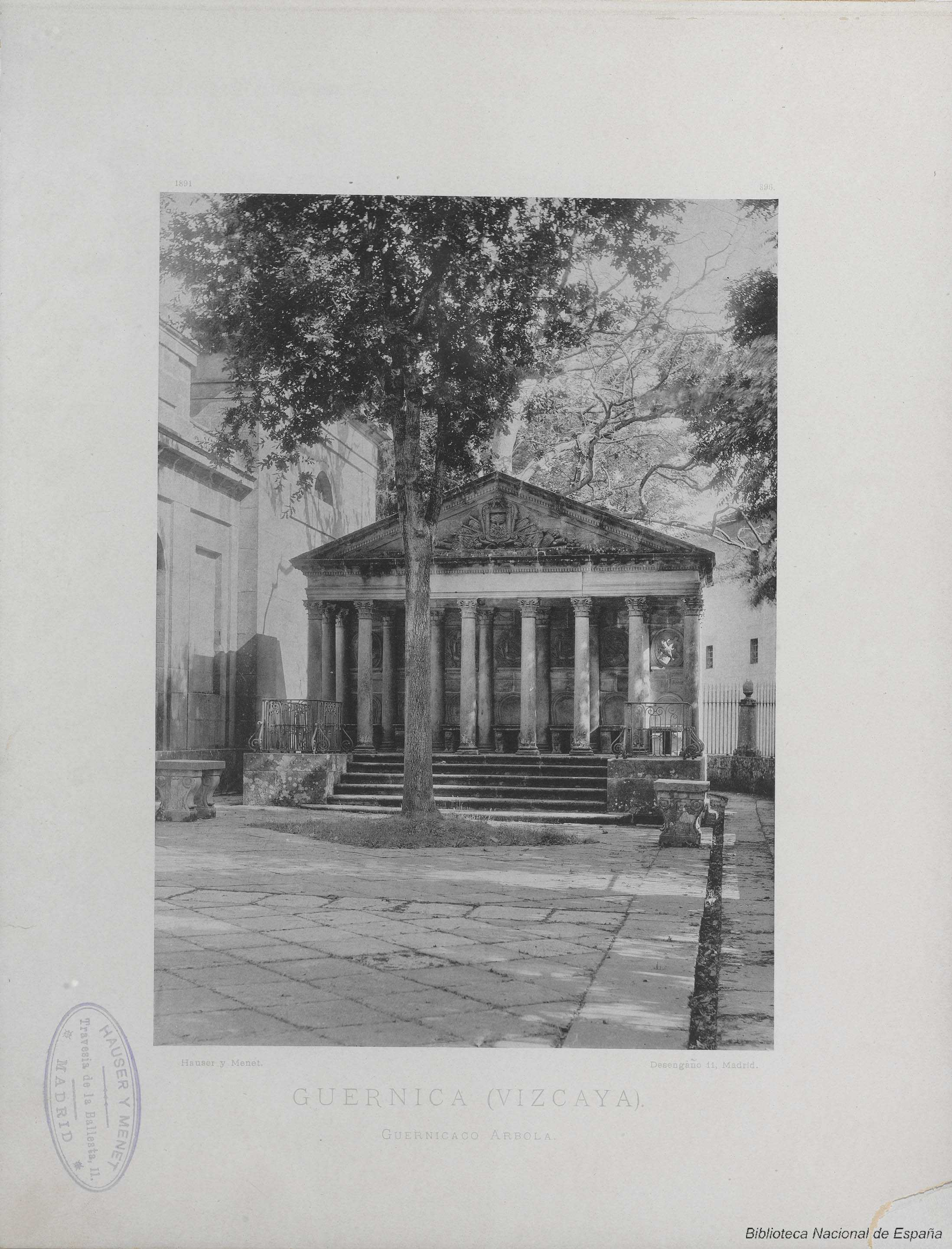
Guernica, Gernikako arbola 1891

Foralrätt tillämpades av basker och andra folk i sydvästra Europa, en motsvarighet till nordens Allting. Styrande i en region samlades under ett stort träd och beslutade om lagstiftning, rättskipning och förvaltning av området. Staden Guernica grundades år 1366 vid korsningen av två allfarvägar i provinsen Biscaya. Ett träd planterades på 1300-talet och blev symbol för baskernas självstyre. 

### Nutidshistoria
Det Spanska inbördeskriget pågick 1936 till 1939. Kustprovinserna Biscaya och Gipuzkoa ställde sig på republikens sida medan Álava och Navarra stödde falangisterna som leddes av general Francisco Franco. Franco begärde hjälp av tyska Luftwaffe och den 26 april 1937 utfördes en terrorbombning av Guernica, 25 kilometer öster om industristaden Bilbao. Cirka 1600 människor omkom.
Serafina Ugarmendia, 87 år överlevde genom att gömma sig under ett träd. Pablo Picasso förevigade detta grymma terrordåd i målningen Guernica

## Geografi
I Baskien finns tre olika landskapstyper, branta berg i västra Pyrenéerna, kustområdet vid Biscayabukten i söder flodslätten ner mot Ebro. 
På nordsida av Pyrenéerna ligger de franska provinserna Nedre Navarra och Zuberoa. I kustområdet ligger provinserna Lapurdi i Frankrike, Biscaya och Gipuzkoa i Spanien. I söder ligger provinserna Araba och Navarra med en del av distriktet Rioja Alavesa i sydväst. I bergen finns lövskogar och betesmarker.

### Provinser och regioner

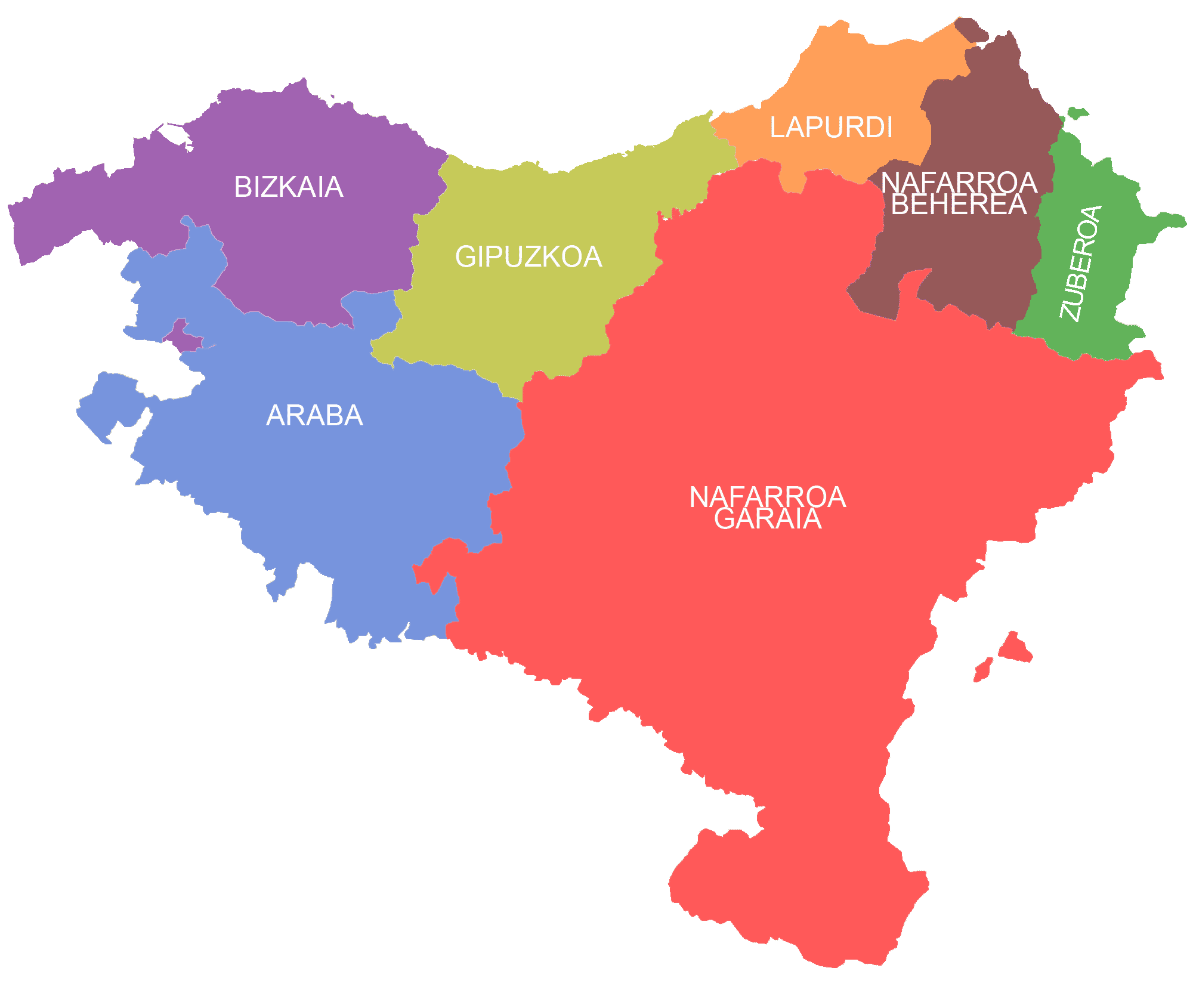
Baskiens sju provinser

De tre provinserna i nordost ligger i Frankrike och brukar kallas Iparralde ('norra delen') på baskiska och tillhör departementet Pyrénées-Atlantiques. De övriga fyra provinserna (Hegoalde, 'södra delen') ligger i Spanien och är uppdelade mellan de autonoma regionerna Navarra och Baskien. 
| # | Provins       | Region               | Stat      | Provinshuvudstad | Historisk näring |
| - | ------------- | -------------------- | --------- | ---------------- | ---------------- |
| 1 | Lapurdi       | Pyrénées-Atlantiques | Frankrike | Bayonne          | Valfångst        |
| 2 | Nedre Navarra | Pyrénées-Atlantiques | Frankrike | Saint-Palais     | Jordbruk         |
| 3 | Zuberoa       | Pyrénées-Atlantiques | Frankrike | Mauléon-Licharre | Fårskötsel       |
| 4 | Biscaya       | Baskien              | Spanien   | Bilbao           | Fiske            |
| 5 | Gipuzkoa      | Baskien              | Spanien   | San Sebastian    | Skeppsbyggeri    |
| 6 | Álava         | Baskien              | Spanien   | Vitoria          | Vinodling        |
| 7 | Navarra       | Navarra              | Spanien   | Pamplona         | Jordbruk         |

## Näringar

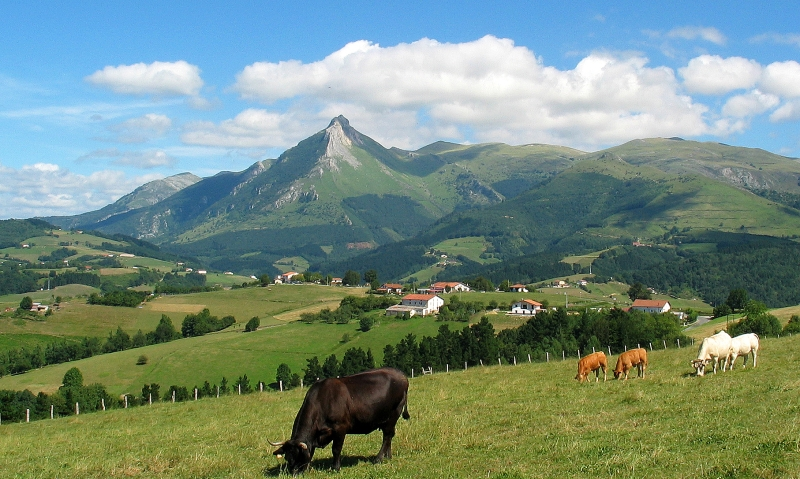
Txindoki mountain from Lazkaomendi

### Areella näringar
Baskerna har i alla tider levt på areella näringar även om de numera inte dominerar näringslivet. Fåraherdar i bergen har funnits sedan urminnes tider. I mitten på 1800-talet emigrerade många basker till USA och förde med sig herdekulturen till Kalifornien.

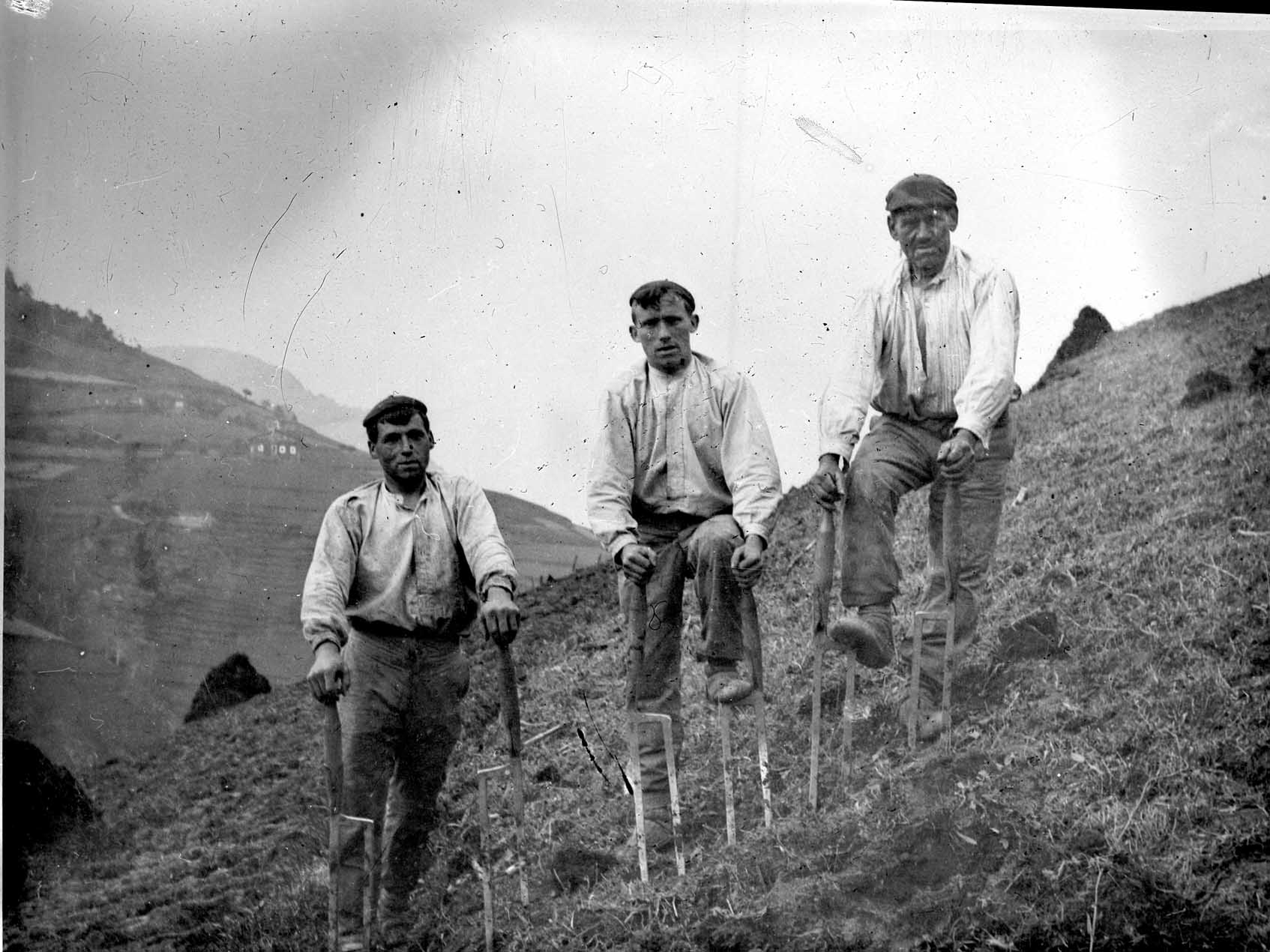
Baskiska bönder plöjer

Baskerna införde jordbruket till den Iberiska halvön. I bergen blir det av naturen småjordlotter. Ner mot den bördiga slätten vid Ebro blev gårdar större. Redan under morernas tid odlades vin utmed Ebros slätter.
Jakt och fiske har varit mycket viktigt för baskerna. I bergen finns bland annat hjort, stenget och vildsvin. Fiske vid kust och vattendrag har också bidragit till försörjningen.
På 1950-talet startade jordbrukskooperativet Mondragon och blev en förebild för den kooperativa rörelsen i Sverige.

### Maritima näringar
Baskernas karaktär har formats av ett stormigt hav och höga berg. De var legosoldater hos Cartagerna när Hannibal tågade över alperna mot Rom år 216 f.Kr. De har varit föregångare som fiskare, valfångare och sjöfarare.
I Bayonne i provinsen Lapurdi har man funnit dokument om leverans av 40 fat valolja. daterade 670 e.Kr. Dokumentet riktade sig till ett  benediktinkloster nära Le Havre och beskrev hur valoljan kunde användas för belysning. År 875 seglade fartyg förbi Irland och fiskade vid Färöarna.
Baskerna jagade valen Nordkaparen, som på hösten migrerade söderut från Norska havet och kom in i Biskayabukten. På 1000-talet utvecklade de tekniken och blev en industri som nära utrotade denna val.
På 1400-talet gav sig baskerna ut på Atlanten för att fiska torsk och jaga val. Fartyget San Juan var den första valfångaren som korsade Atlanten för att jaga val utanför Newfoundland. Fartyget sjönk i Red Bay i Kanada 1565 och upptäcktes av kanadensiska marinarkeologer 1978.

## Baskisk diaspora
På 1500-talet var det många basker som jagade val eller fiskade torsk vid Newfoundland och Saint Lawrenceviken. Baskiska samhällen växte upp på flera platser runt viken.
Från 1600-talet började basker emigrerade till Nordamerika. Många fick arbete med boskapsskötsel och textilindustrin i Mexiko och Kalifornien.

## Kultur

#### Före 1900-talet (urval)
- Margareta av Navarra, (1492-1549), Heptamerom.[15]
- Juana Inés de la Cruz, (1651-1695).[15]
- Martin de Hoyarzabal, Boken om navigering till sjöss.
- Mongongo Dessança, Boken om jordbruksteknik.
- Miguel de Unamuno, (1864-1936), var en känd författare och filosof från Bilbao.[15]

#### Moderna författare (urval)
- Bernardo Atxaga, (1951- ).[15]
- Joseba Sarrionandia, (1958- ).[15]

Baskiska författare som skriver på spanska:
- Blas de Otero, (1916-1979).[15]
- Gabriel Celaya, (1911-1991).[15]

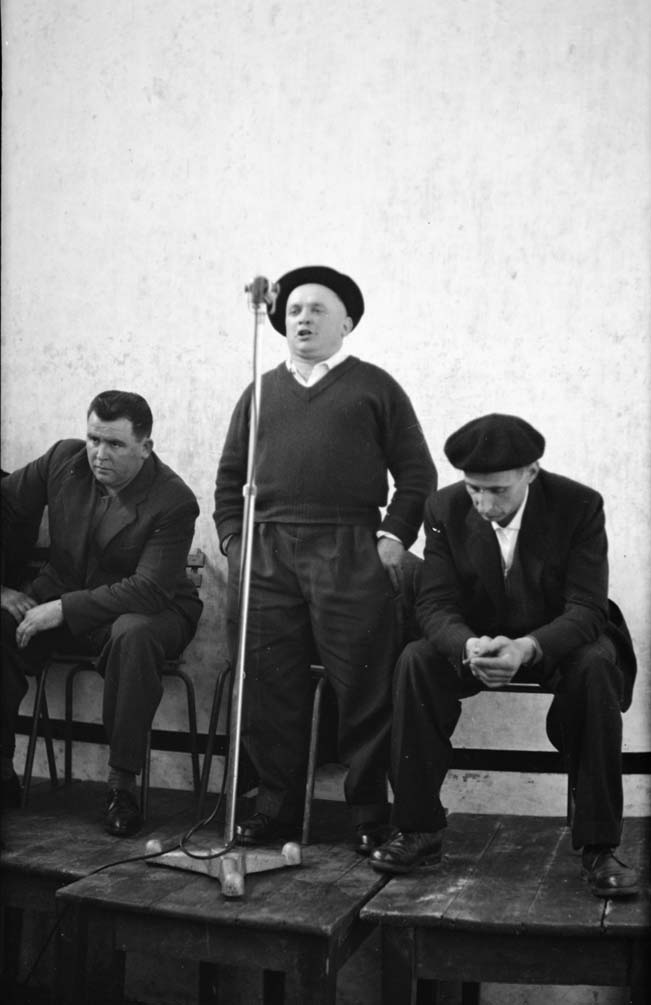
Bertsolari Mattin Treku framför en bertso i Sare år 1960.

Baskerna har lagt stor vikt vid att bevara sin gamla kultur. Särskilt på landsbygden är den livskraftig tack vare många festivaler. Baskisk kultur är säregen vilket framgår av arkitektur, klädedräkter, musik, språk och litteratur.

### Folkkultur
Baskerna är kända för sin musik, dans, sång och visor. Bertsolaritza är en form av folklig poesi där sångare improviserar inför publik och beskriver aktuella händelser eller gamla legender från herdekulturen.

### Rustik idrott
De flesta basker var tidigare antingen jordbrukare eller fiskare. Detta återspeglas i den rustika idrotten. Många tävlingar äger rum under sommarhalvåret och de speglar Baskiens historia och kultur. Bland 18 olika grenar finns följande:
- Lasto altxatzea: Lyfta halmbal
- Estropadak: Kapprodd
- Giza probak: Dra en tung sten

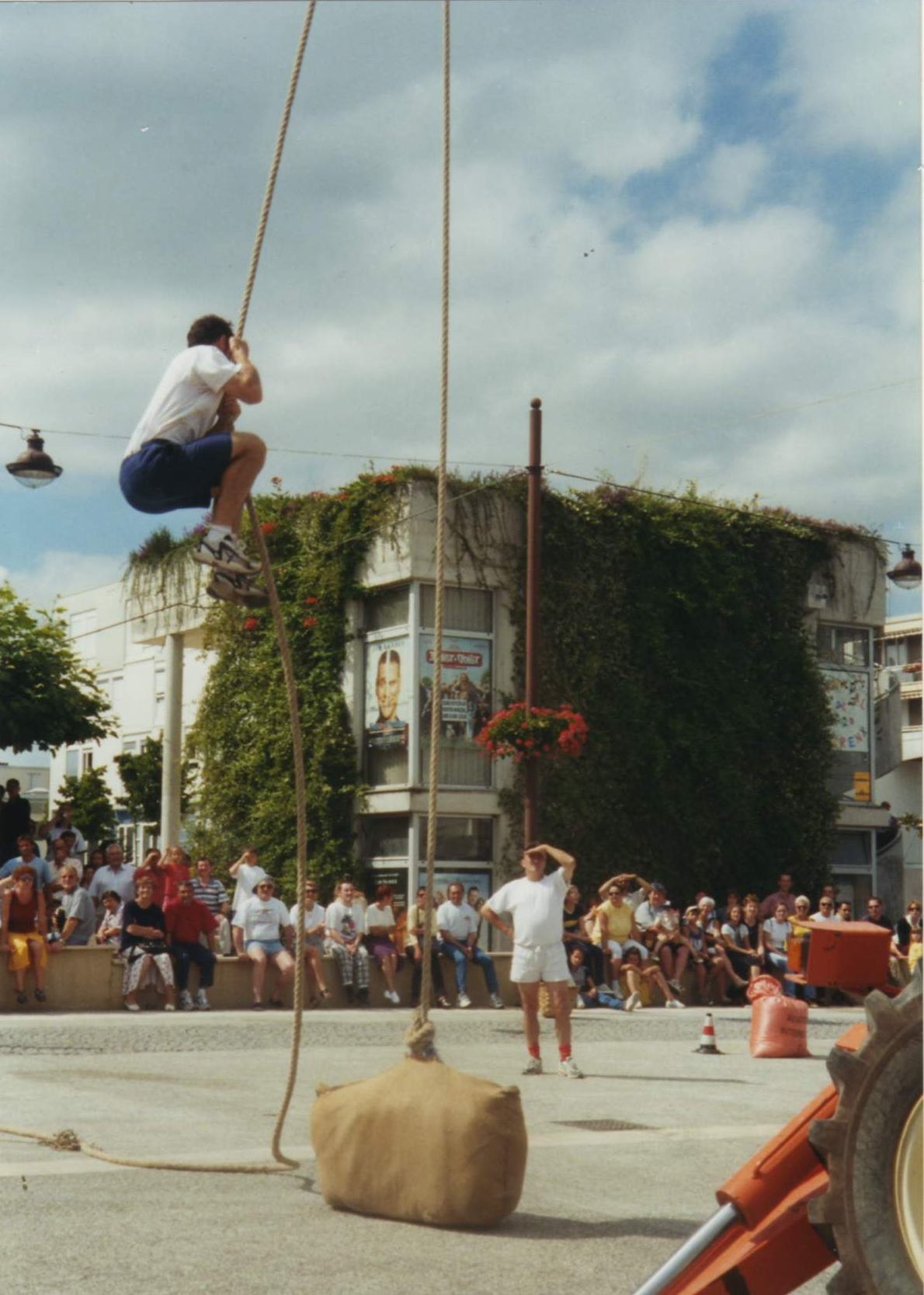
Lyfta halmbal, Mourenx.[d]
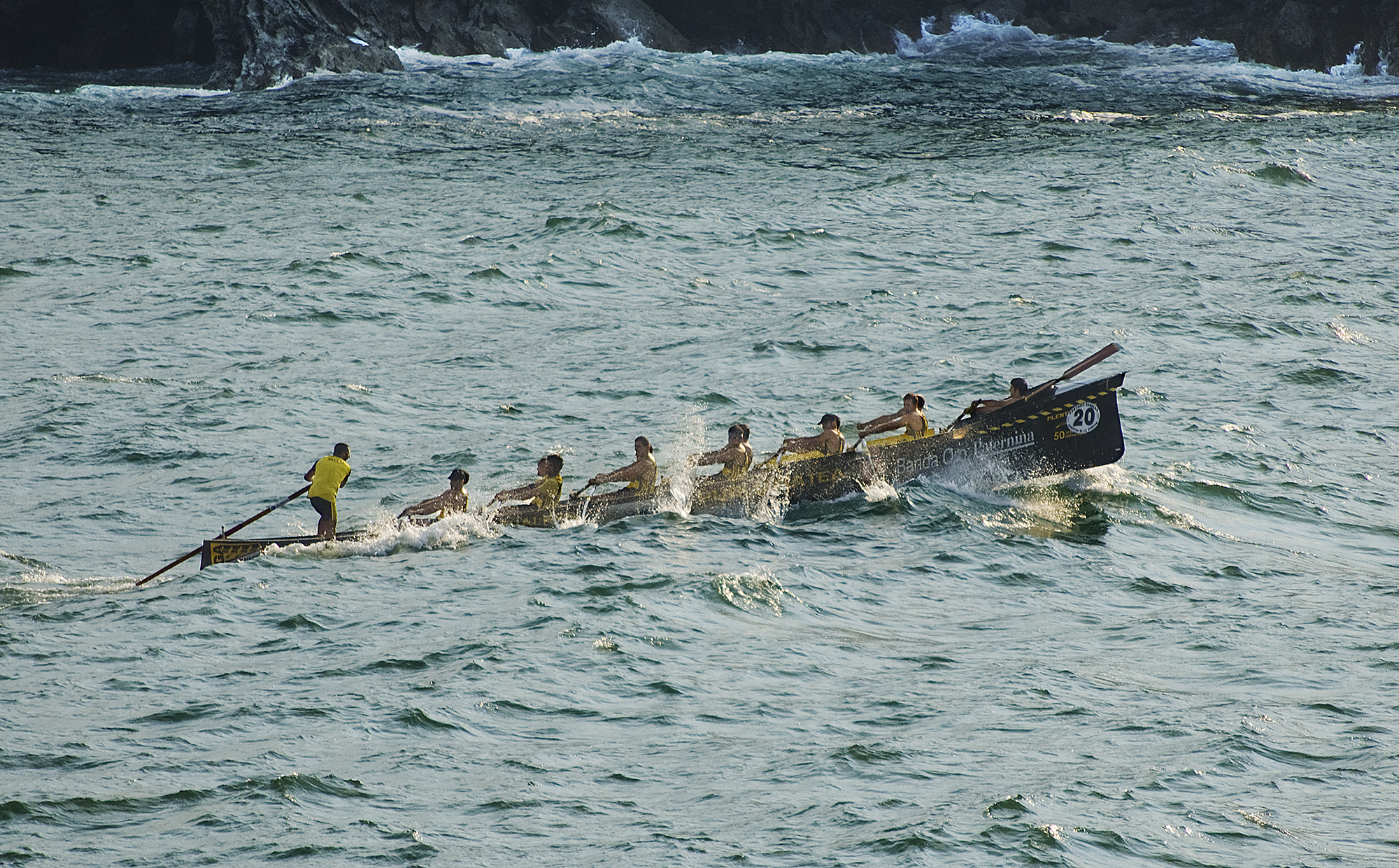
Ett roddarlag från Plentzia år 2007 i tävlingen Kontxako.
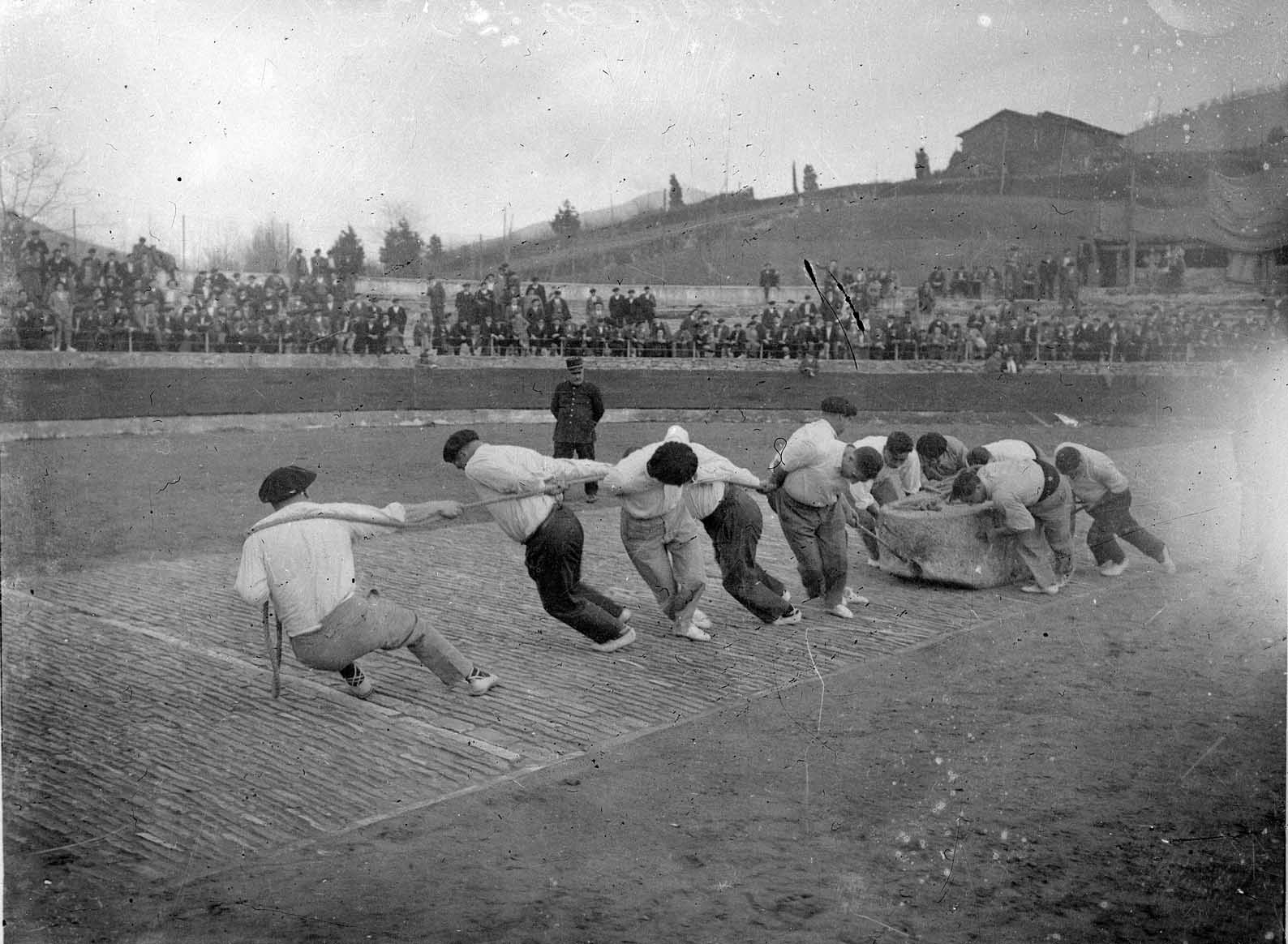
Elva män drar en 4-tons sten i Eibar år 1940.

## Kända basker
De mest kända baskerna är:
- Juan Sebastián Elcano, (1476-1526), sjökapten och den första som genomförde en världsomsegling. (Ferdinand Magellan dog i Filippinerna 1521).
- Sancho III av Pamplona, (985-1035), kung av Navarra.
- Ignatius av Loyola och Frans Xavier, som grundade Jesuitorden år 1540.
- Diego de Gardoqui, (1735–1798) var Spaniens första ambassadör i USA.